# 虎门海战
虎门海战，指1937年9月14日中華民國海軍與大日本帝国海軍在广东省虎门水域發生的戰鬥。在战斗中，中方海军、岸炮联合作战，击退日本海军，后来中华民国空军也对撤退日军舰队进行了追击。本次海战被认为是中国抗日战争时期中日海军仅有的一次军舰对抗，也被认为是唯一一次海空联合作战。

## 经过
1937年9月14日凌晨，守卫珠江口的肇和号巡洋舰和海周號炮艦在例行巡逻警戒时在达大角与沙角一线的海口发现了日本3艘军舰夕张号轻巡洋舰、疾风号驱逐舰和追风号驱逐舰（日军舰艇数量有4、5、6艘等多种说法）。海周號受到攻击而坐礁，肇和号与虎门海口沿岸炮台的海岸巨炮共同对日舰还击，击伤其中一艘驱逐舰（一说击沉），迫使日军撤退。日舰夕张号在撤退途中遭到中国空军的A-16俯冲轰炸机空袭轻伤，战死5人。